# Šehzade Mehmed Ziyaeddin
Šehzade Mehmed Ziyaeddin (26. srpna 1873 – 30. ledna 1938) byl osmanský princ. Byl synem sultána Mehmeda V. a jeho konkubíny Kamures Kadınefendi.

## Životopis
Mehmed Ziyaeddin žil převážně v Istanbulu v prostorách paláce Dolmabahçe. Narodil se v apartmánech v paláci Ortaköy a v roce 1909 se přestěhoval do hlavního sídla svého otce. Vzdělání získal na koleji Habibiye v Istanbulu. Byl také jmenován generálem osmanské armády a vyučen byl kožním lékařem. Společně se svým bratrem se snažili podpořit svého otce během první světové války. Po vzniku Turecké republiky a pádu Osmanské říše a Osmanského chalífátu, byli členové Osmanské dynastie poslání v roce 1924 do exilu. Život v exilu byl pro něj jiný od té doby, co rodina přišla o finanční zázemí a vše museli přenechat své domovině. Zemřel ve čtyřiceti šesti letech v Alexandrii v lednu 1938 a byl pohřben v mauzoleu Chediv Tawfik v Káhiře.

## Rodina
Mehmed Ziyaeddin se oženil celkem pětkrát:
- Perniyan Hanım (1880–1947), sňatek 5. ledna1898, byla dcera Hüseyna Beye. Spolu měli dceru:
  - Behiye Sultan (1900–1950), poprvé se provdala v roce 1912 a rozvedla se v roce 1913 s Ömerem Halimem Turhanem, podruhé se vdala v roce 1921 a rozvedla se v roce 1931 s Cemaleddinem, v roce 1934 se provdala za Hafizem Zakim a měli spolu dítě.
- Ünsiyar Hanım (1887–1934), provdala se za se za něj v roce 1903 a spolu měli děti:
  - Dürriye Sultan (1905–1922) provdala se v roce 1922 za Mehmeda Cahida Osmana Beye, děti spolu neměli.
  - Rukiye Sultan (1906–1927) provdala se za Abdülbakiho Ihsana Sokolluzade Beye a měli spolu děti.
  - Šehzade Mehmed Nazim (1910–1984) poprvé se oženil s Perizad Hanim v roce 1938, poté znovu s Halime Hanim v roce 1945 a spolu měli děti.
- Perizad Hanım (1889–1934), provdala se za něj v roce 1907 spolu měli děti:
  - Hayriye Sultan (1908–1943)
  - Lütfiye Sultan (1910–1997)
- Melekseyran Hanım, provdala se za něj v roce 1911 a spolu měli syna:
  - Šehzade Omer Fevzi (1912–1986), poprvé se oženil v roce 1946 s Mukkades Hanim, podruhé v roce 1963 s Veliye Hanim.
- Neşemend Hanım (1905–1934), provdala se za něj v roce 1923 a spolu měli dceru:
  - Mihrimah Sultan (1920–2000), provdala se za prince Nayefa bin Abdullaha.